# Lait d'amande
 (mai 2017).
Si vous disposez d'ouvrages ou d'articles de référence ou si vous connaissez des sites web de qualité traitant du thème abordé ici, merci de compléter l'article en donnant les références utiles à sa vérifiabilité et en les liant à la section « Notes et références ».

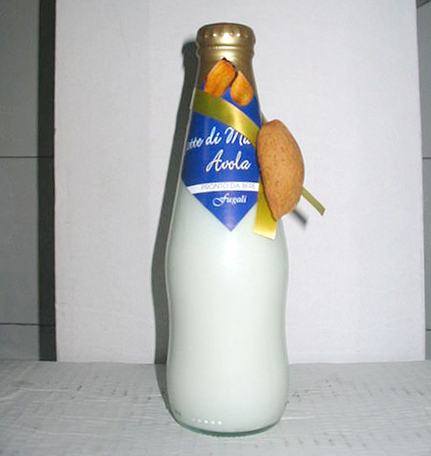
Bouteille de lait d’amande italien.

Le lait d’amande est une boisson d'apparence et de texture laiteuse, faite à base d'eau et d'amandes réduites en purée.

## Historique
Au Moyen Âge, en tant que substitut au lait d'origine animale, le lait d’amande était particulièrement propre à la consommation pendant les périodes de l’année les ou jours de la semaine qui faisaient l’objet d’interdits alimentaires, comme le carême. De manière générale, le lait d’amande a également constitué un aliment de base dans la cuisine médiévale du monde chrétien et musulman[réf. nécessaire], car le lait de vache, qui ne se conservait pas longtemps sans se gâter, était habituellement immédiatement transformé en beurre ou en fromage. Il était consommé sur une zone qui s’étend de la péninsule Ibérique à l’Asie[réf. nécessaire]. Taillevent, dans son livre de recettes le Viandier, datant du XIVe siècle, donne une recette de lait d’amande et recommande son utilisation comme substitut au lait d’origine animale pendant les jours de jeûne[réf. nécessaire].

## Rayonnement
Il existe de nombreuses variantes du lait d’amande dans les différents pays de la cuisine méditerranéenne. En Italie, c’est une boisson typiquement sicilienne, ainsi qu’en Calabre, en Campanie et dans la région des Pouilles qui l’a placé dans la liste des produits traditionnels de la cuisine italienne. Cette boisson rafraîchissante, dont la production est très ancienne et remonte aux monastères, est servie très fraiche en été. Le lait d’amande entre, de plus, dans la préparation d’autres boissons, comme le café glacé. Il est également connu dans la cuisine espagnole où il entre dans de nombreuses recettes, comme la soupe à l’ail. Dans la cuisine majorquine, le lait d’amande est fait en sorbet, et entre dans le traditionnel gâteau aux amandes. À Noël, Madrid voit la consommation habituelle de la soupe d’amandes. À Taïwan, avant l’arrivée des Chinois du continent après la guerre civile chinoise, le lait d’amande était encore plus commun que le lait de soja.

## Description
Le lait d’amande ordinaire, non sucré peut remplacer le lait d’origine animale dans la plupart des recettes. Les laits d’amandes commerciaux peuvent être aromatisés au chocolat ou à la vanille, être sucrés ou non. Ils sont souvent enrichis en vitamines. Il peut également être fabriqué à domicile en passant des amandes en poudre avec de l’eau dans un mixeur. De la vanille ou des édulcorants peuvent alors être ajoutés.  Il faut toutefois prendre garde à ne pas utiliser d’amandes amères, car l’association des amandes amères et de l’eau produit du cyanure.

## Diététique
Le lait d’amande est promu comme une alternative au lait de vache notamment parce que :
- il ne contient pas de caséine ;
- il est sans danger pour les personnes intolérantes au lactose ou allergiques au lait.

Contrairement au lait d’origine animale, le lait d’amande ne contient pas de cholestérol ou de lactose. Il contient beaucoup moins d’acides gras saturés que le lait de vache, mais très peu de protéines.
Le lait d’amande est également strictement végétalien. Il est également recommandé comme alternative au lait de soja pour ceux qui y sont allergiques ou veulent diminuer leur ratio en soja afin de mieux équilibrer leur alimentation.